# Compensazione (finanza)
La compensazione (in inglese clearing) è un'operazione interbancaria di scambio di titoli di credito (assegni, cambiali, ecc.) tratti su una banca o altro istituto finanziario e saldati da un secondo istituto mediante operazioni di accredito o addebito. Il clearing è definito bilaterale, se tra due operatori finanziari, e multilaterale, se tra più di due.
Tale meccanismo permette alle banche o istituzioni finanziarie membri di una camera di compensazione di regolare tra loro i rapporti di dare e avere generati da transazioni finanziarie effettuate sui mercati o di scambio di assegni o denaro tra banche. Una transazione si realizza mediante l'acquisto operato da una parte e la rispettiva vendita operata da una controparte, generando un debitore e un creditore. La compensazione si realizza aggregando tutte le posizioni di acquisto e di vendita avvenute su un prodotto o titolo detenuto da ciascuna delle due parti e calcolando il saldo netto che ogni parte deve dare o prendere, cercando di minimizzare lo scambio finale di denaro o beni. Una volta lo scambio avveniva fisicamente in una stanza o camera convenuta: la camera di compensazione. Oggi il tutto avviene in modalità informatica. Lo scambio comunque non avviene direttamente tra le due parti ma tramite l'ente che gestisce la camera e quindi si pone a garanzia della transazione, assumendosi il rischio di insolvenza.
Per la massa di capitali movimentati annualmente, le principali stanze di compensazione sono Clearstream ed Euroclear (e la loro controllata SWIFT), società di diritto privato (non di natura bancaria), con sede legale nel Lussemburgo. A queste si aggiunge per le transazioni in medio-oriente la Asian Clearing Union, nata nel 1974 a Teheran.
Accordi di compensazione, o clearing, possono essere stipulati anche tra due o più Stati: compensando debiti e crediti prodotti dai loro rapporti commerciali, si ovvia così ai disagi procurati dal trasferimento di valuta e si agevolano i rapporti di scambio.

## Camera di compensazione
La camera di compensazione (in inglese clearing house) è l'organismo che gestisce le operazioni di compensazione e garantisce il buon fine di tutte le transazioni. Chi partecipa a un mercato regolamentato, paga una quota di iscrizione e in cambio ottiene l'associazione a una camera di compensazione che garantisce sempre la solvibilità della controparte, anche se quest'ultima dovesse fallire.

## Meccanismo della compensazione
Esempio semplificato di compensazione con un bonifico:
La banca A deve trasferire x € dal conto di Alice al conto di Bob presso la banca B attraverso la camera di compensazione C.
- A contatta C e gli chiede di trasferire x € verso il conto di Bob presso B.
- C contatta B per sapere se la transazione è possibile, dopo aver verificato la disponibilità sul conto in A.
- C addebita x € sul conto di A e accredita x € sul conto di B e conferma ad A e B la realizzazione della transazione.
- A addebita x € sul conto di Alice.
- B accredita x € sul conto di Bob.

Quindi la camera di compensazione si comporta come una meta-banca degli organismi finanziari.
Per i titoli finanziari il meccanismo è identico, avendo i titoli al posto del denaro.